# 苞叶马兜铃
苞叶马兜铃（学名：Aristolochia chlamydophylla）又名十八钻，为马兜铃科马兜铃属的植物。分布于中国大陆的广西、云南以及泰国、越南，生长于海拔1,000米至1,300米的地区，多生长于山坡林中，目前尚未由人工引种栽培。